# Bộ Ráng ngón
Bộ Ráng ngón hay còn gọi bộ a diệp (danh pháp khoa học: Schizaeales) là một bộ thực vật thuộc lớp Polypodiopsida trong ngành thực vật có mạch. Chúng gồm khoảng 198 loài dương xỉ được ghi nhận.
Vị trí của Schizaeales trên cây phát sinh theo Catalogue of Life:
| Schizaeales | \| \| Anemiaceae \| \| \| \| \| \| Lygodiaceae \| \| \| \| \| \| Schizaeaceae \| \| \| \| |
|             | \| \| Anemiaceae \| \| \| \| \| \| Lygodiaceae \| \| \| \| \| \| Schizaeaceae \| \| \| \| |
|             | Cyatheales                                                                                |
|             |                                                                                           |
|             | Gleicheniales                                                                             |
|             |                                                                                           |
|             | Hymenophyllales                                                                           |
|             |                                                                                           |
|             | Osmundales                                                                                |
|             |                                                                                           |
|             | Polypodiales                                                                              |
|             |                                                                                           |
|             | Salviniales                                                                               |
|             |                                                                                           |
|             | Anemiaceae                                                                                |
|             |                                                                                           |
|             | Lygodiaceae                                                                               |
|             |                                                                                           |
|             | Schizaeaceae                                                                              |
|             |                                                                                           |

|  | Anemiaceae   |
|  |              |
|  | Lygodiaceae  |
|  |              |
|  | Schizaeaceae |
|  |              |

## Hình ảnh

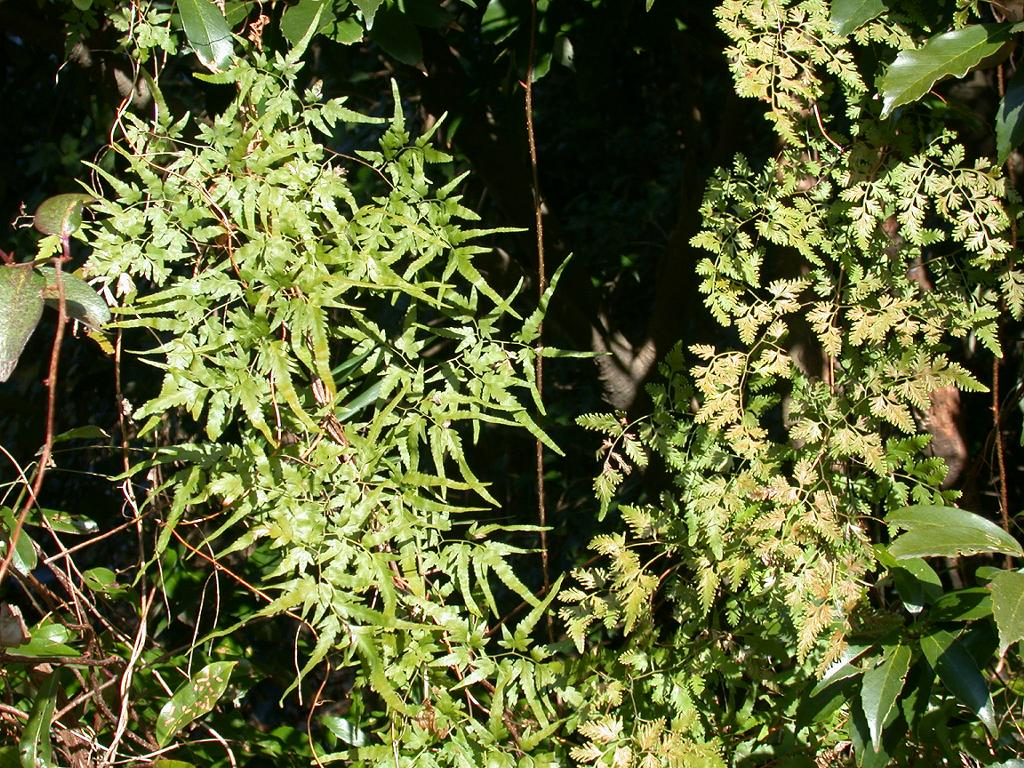
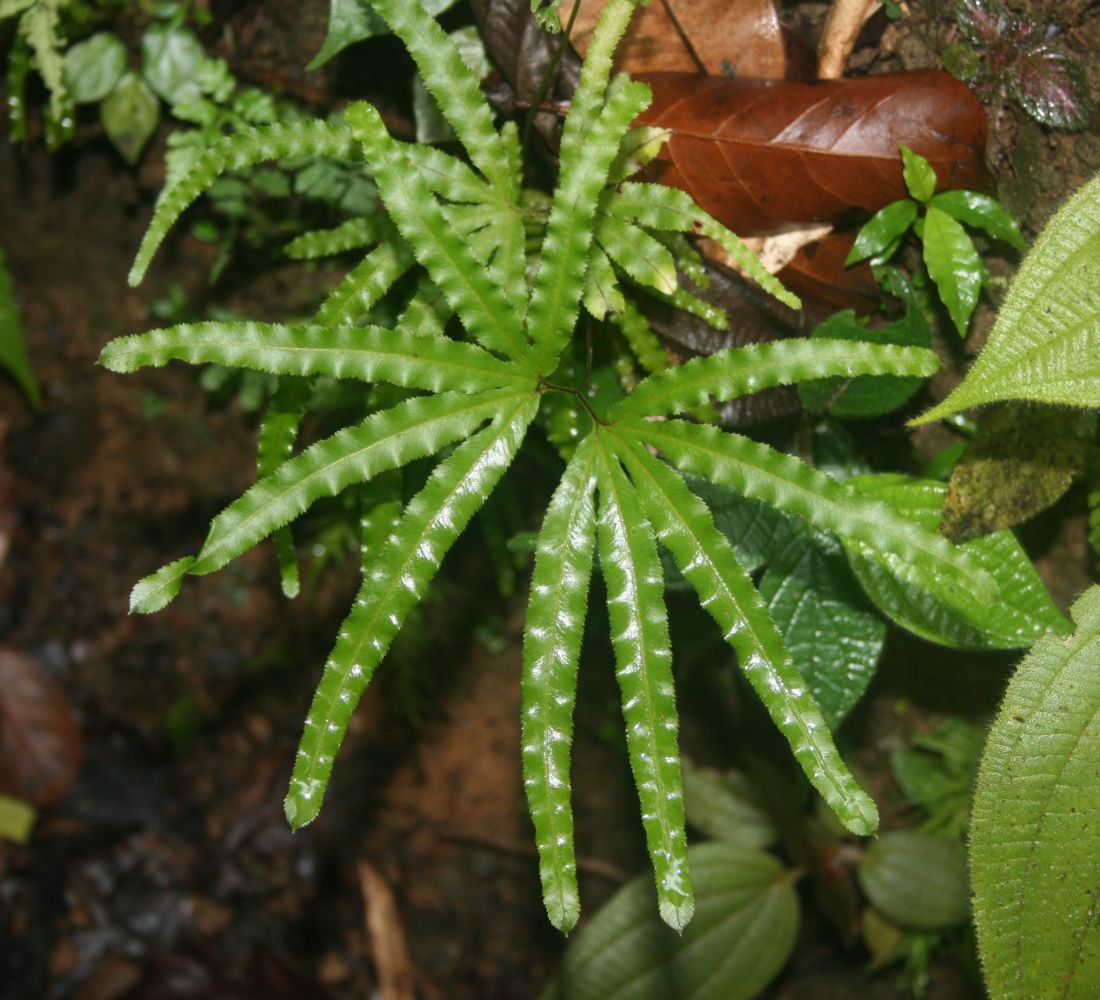
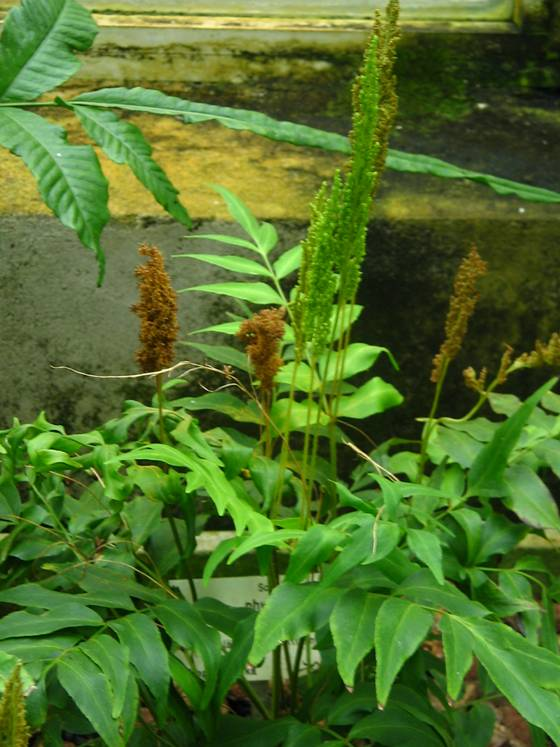
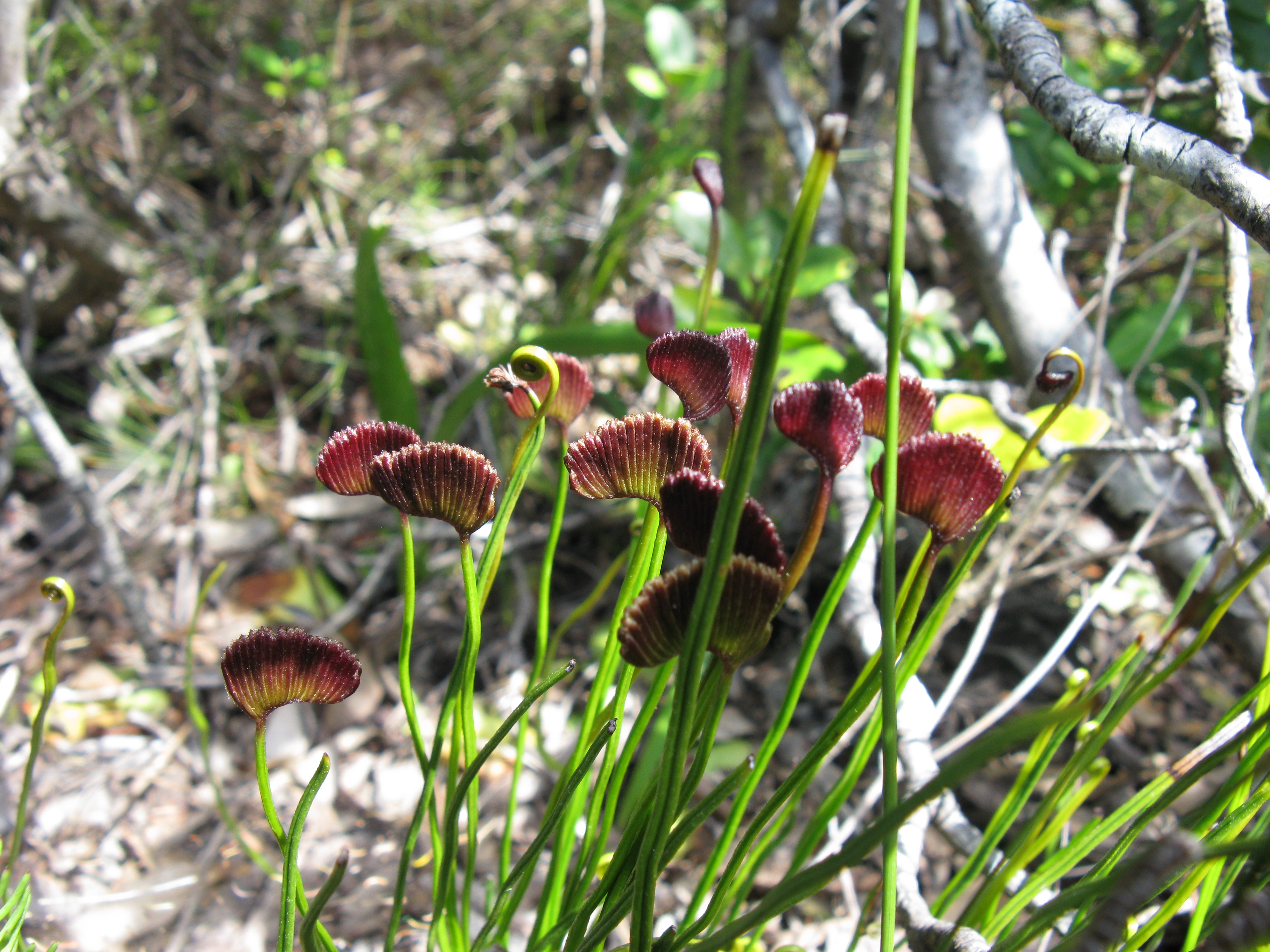